# Tyńcowa (kopa)
Tyńcowa (niem. Tinzen-Koppe) – kopa (554 m n.p.m.) w Sudetach Środkowych, w paśmie Wzgórz Wyrębińskich.
Kopa położona nad miejscowością Ludwikowice Kłodzkie, zbudowana z utworów czerwonego spągowca, porośnięta lasem świerkowo-bukowym. U podnóża byłe tereny kopalni węgla kamiennego.